# Curt Mossner
Curt Mossner, auch Kurt Mossner oder Moßner (* 19. Dezember 1860 in Berlin; ✝ 14. Juli 1929 in Berlin) war ein deutscher Wirtschaftsjournalist und Verleger.

## Leben
Der Sohn einer alteingesessenen Berliner bürgerlichen Familie mit mehreren Geschwistern besuchte das Werdersche Gymnasium in Berlin. Beim Bankhaus Jakob Landau durchlief er eine Ausbildung als Bankkaufmann, interessierte sich aber stärker für den Journalismus. Er arbeitete in mehreren Berliner Zeitungsredaktionen.
Seine Ehefrau war Luise Mossner geborene Marck. Sie hatten drei Söhne, Julius, Karl und Günther, und eine Tochter, Margarete.
Mossner machte sich einen Namen mit Finanzjournalismus über Banken und Börse. Er gründete 1889 in Berlin die Correspondenz Gelb, einen über Jahrzehnte erfolgreichen Wirtschaftspressedienst, der Zeitungen im ganzen Reich mit Berichten, Hintergrundartikeln und Kommentaren aus dem damals sehr wichtigen Finanzplatz Berlin belieferte. Wenig später begann er mit der Herausgabe von Adressbüchern und Nachschlagewerken. Die ersten Ausgaben erschienen noch in seinem Verlag Correspondenz Gelb. Daraus entstand aber bald der Finanzverlag (auch: Finanz-Verlag).
Mossner gründete im Oktober 1901 die Finanzverlag GmbH, Berlin, gemeinsam mit Hans Arends, Chefredakteur in Charlottenburg. Mossner brachte laut Handelsregister zur Anrechnung auf das Einlagekapital in die Gesellschaft das Verlagsrecht des Adressbuchs der Direktoren und Aufsichtsräte und das Verlagsrecht des Kali-Kuxen-Handbuchs sowie Drucktypen ein, Arends das Verlagsrecht des jährlichen Handbuchs Börsenwerthe.
Das Flaggschiff des Programms war das Adressbuch der Direktoren und Aufsichtsräte, dessen jährliche Neuauflagen erst 1971 eingestellt wurden. Weitere Publikationen waren das Handbuch der Kaliwerke, Salinen- und Tiefbohrunternehmungen, das Handbuch der Internationalen Kunstseide-Industrie, das Handbuch der Internationalen Petroleum-Industrie, das Handbuch der Internationalen Stickstoff- und Superphosphat-Industrie und weitere mehr.
Als bedeutende Fachzeitung erschien ab 1897 die Kuxen-Zeitung, die als Tageszeitung über das gesamte Berg- und Hüttenwesen (Kohle, Kali, Erze, Petroleum) und die Montantechnik berichtete. Ab 1929 verlegte er den Deutschen Kunstseide-Kurier – Spezial-Organ für die gesamte Kunstseide-Wirtschaft des In- u. Auslandes (später Deutsche Kunstseiden-Zeitung). Er gab mit seinem Partner Arends weitere weniger bedeutende Wirtschafts-Fachzeitungen heraus, „mehr oder weniger Kopfblätter für Inserate“.
Mossner galt als wichtiger Mentor für junge Journalisten. Bei ihm volontierten etwa Hans Goslar und Franz Jung, dem zufolge „die meisten der zuständigen Handelsredakteure der großen Blätter [...] durch die Schule von Arends & Mossner gegangen“ waren. Weil er sich für den Nachwuchs engagierte, war Mossner ein Förderer der Journalistik und Zeitungswissenschaften an den Universitäten Berlin, München und Heidelberg.

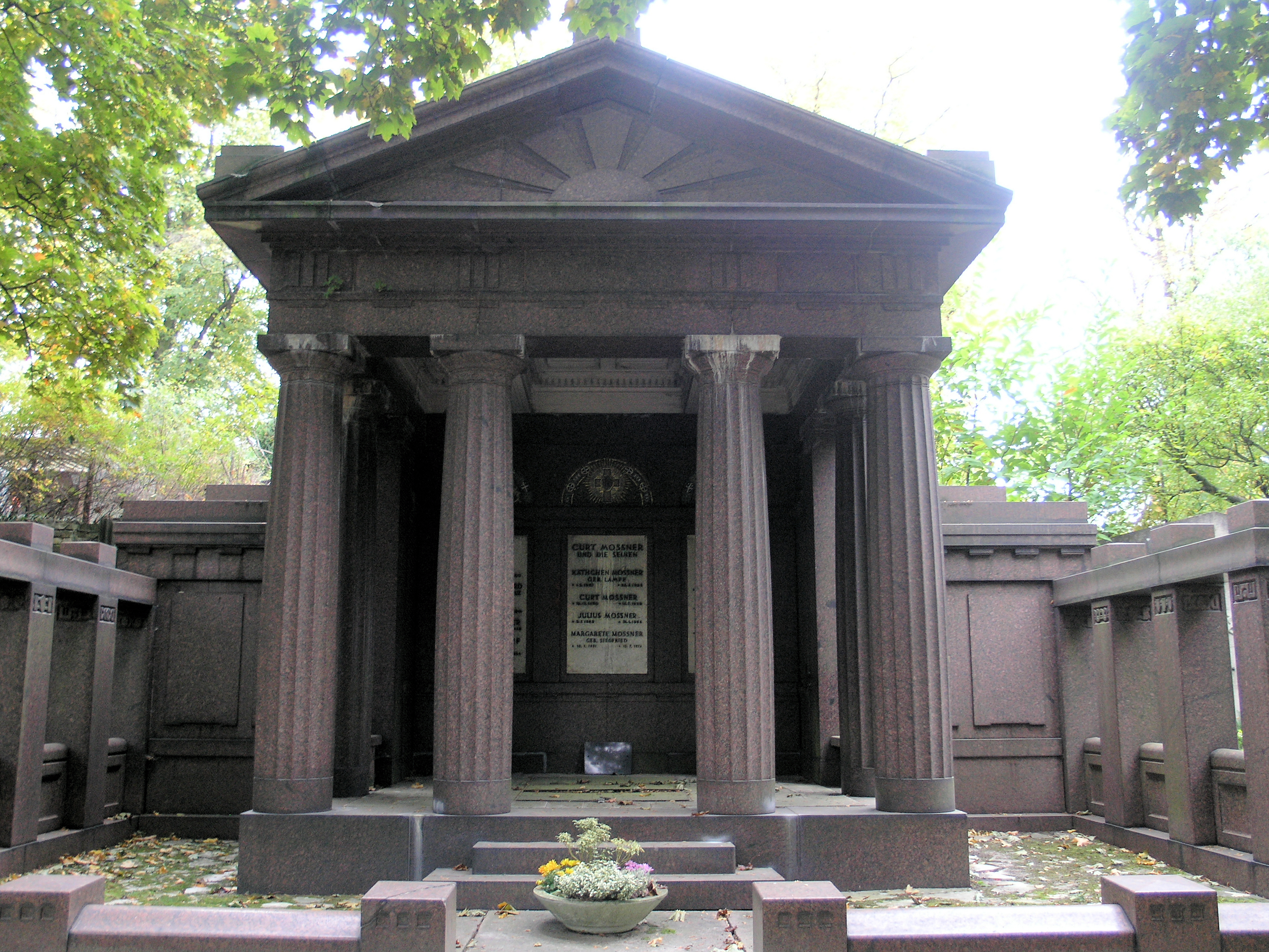
Grabstätte Curt Mossner auf dem Luisenfriedhof III am Fürstenbrunner Weg 65–67 in Berlin-Westend. Foto: OTFW, Berlin 2010

Zudem war er 1902 in Berlin Mitgründer des Vereins Deutscher Redakteure und 1910 Mitgründer des Reichsverbands der Deutschen Presse (RDP). Fast zwei Jahrzehnte lang gehörte er als Erster Schatzmeister zum RDP-Vorstand. 1926 erhielt er die Ehrenmitgliedschaft. Sein Sohn Kurt, der den Finanzverlag übernehmen sollte, folgte ihm 1930 auch im Amt des RDP-Schatzmeisters.
Er starb nach kurzer Krankheit an einem Herzschlag im Alter von 69 Jahren.
Beigesetzt wurde er am 18. Juli 1929 auf dem Friedhof III (Luisenfriedhof) der Luisen-Gemeinde in Berlin-Westend.
Seine Söhne Julius, Karl und Günther Mossner führten den Finanzverlag fort. Zeitweise von den Nationalsozialisten aus dem Verlagsgeschäft gedrängt, etablierten sich die Gebrüder Mossner nach 1945 erneut als Zeitungs- und Fachverleger.